# Декларирование доходов и имущества публичных должностных лиц
Декларирование доходов и имущества публичных должностных лиц — ежегодная подача декларации государственными служащими и прочими публичными должностными лицами в рамках законодательства о гражданской службе и закона о противодействии коррупции.

## Характеристика
Декларирование закреплено в Конвенции ООН против коррупции (статья 8), в ряде документов Всемирного банка, ОЭСР и других международных институтов. Система деклараций существует во многих странах мира, однако единого стандарта нет, и в каждой стране система имеет свои особенности. В то же время все системы строятся вокруг двух ключевых целей: предотвращения незаконного обогащения или урегулирования конфликта интересов.
- Незаконное обогащение — это значительное увеличение активов публичного должностного лица, превышающее его законные доходы, которое оно не может разумным образом обосновать[3]. Незаконное обогащение в соответствии с этой статьей признается уголовно наказуемым деянием.
- Конфликт интересов — ситуация, при которой личная заинтересованность публичного должностного лица (прямая или косвенная) влияет или может повлиять на объективное исполнение им должностных обязанностей и при которой возникает или может возникнуть противоречие между личной заинтересованностью должностного лица и законными интересами других лиц[4].

## По странам
В Китае все государственные служащие ежегодно обязаны представлять информацию о своих расходах и доходах, а также расходах и доходах своих близких.
В Бразилии, Дании, США и Казахстане в отношении государственных служащих применяется только декларирование доходов.
В Великобритании члены Парламента и члены Палаты Лордов также обязаны декларировать свои доходы.
В Швеции, Норвегии и Канаде обязанность представлять декларацию о доходах распространяется на всех граждан, в том числе государственных служащих (без каких-либо особенностей).
В Финляндии и Сингапуре государственные служащие ежегодно предоставляют отчеты о своих расходах.
Во Франции введён налог «на Богатство», где бизнесмены и публичные граждане выплачивают налог выше, чем средний класс граждан.

## Российская практика
Статья 8 Федерального закона от 25 декабря 2008 г. № 273-ФЗ «О противодействии коррупции» устанавливает обязанность государственных гражданских служащих и членов их семей представлять сведения о доходах, об имуществе и обязательствах имущественного характера. Указом Президента Российской Федерации от 2 апреля 2013 г. № 309 установлено, что лица, замещающие государственные должности, должны предоставить сведения о своих счетах, ценных бумагах и недвижимости за рубежом за прошлый год до 1 июля текущего года. Указом Президента РФ от 2 апреля 2013 г. № 310 утверждена форма справки, в соответствии с которой лица, замещающие государственные должности РФ, будут отчитываться о своих расходах и об источниках получения средств на совершение сделок.

### Содержание деклараций
На официальных сайтах размещаются и общероссийским средствам массовой информации представляются для опубликования следующие сведения о доходах, об имуществе и обязательствах имущественного характера. Указанные сведения должны включать в себя информацию:
- о счетах (вкладах) и наличных денежных средствах в иностранных банках, расположенных за пределами территории РФ;
- о государственных ценных бумагах иностранных государств, облигациях и акциях иных иностранных эмитентов;
- о недвижимом имуществе, находящемся за пределами территории РФ;
- об обязательствах имущественного характера за пределами территории РФ.

### Проверка деклараций
Федеральным законом предусмотрено, что проверка достоверности и полноты сведений о доходах осуществляется в порядке, установленном законом о противодействии коррупции и иными нормативными правовыми актами РФ.
В России нет единого органа, занимающегося проверками достоверности сведений, представленных в декларациях. Проверками деклараций занимаются комиссии по соблюдению требований к служебному поведению государственных служащих и урегулированию конфликта интересов в каждом ведомстве, Прокуратура России, Федеральная налоговая служба и Совет по противодействию коррупции при Президенте Российской Федерации.

### Общественный контроль
О малой эффективности исполнения норм законодательства в сфере проверки достоверности и полноты сведений о доходах говорят многие эксперты. Так, по мнению генерального директора Центра антикоррупционных исследований и инициатив «Трансперенси Интернешнл» Е. Панфиловой, главное — не столько факт декларации, сколько проверка того, соответствуют ли действительности сведения, указанные чиновником. Важным примером гражданской инициативы в сфере общественного контроля стал российский проект «Декларатор», основанный в 2011 году. Он собирает и публикует декларации государственных служащих в формате, удобном для анализа. Благодаря этому журналисты, правозащитные организации и учёные получают возможность отслеживать изменения в имуществе и доходах чиновников. Однако с 2022 года доступ к ряду деклараций был ограничен на законодательном уровне, что снижает прозрачность и эффективность таких инициатив..